# Битва за Ірпінь
Бої за Ірпінь — епізод Битви за Київ у збройному протистоянні між російськими та українськими збройними силами під час російського вторгнення в Україну 2022 року, метою якого було взяття під контроль міста Ірпінь. У рамках наступу на Київ (2022) російські війська прагнули контролювати Ірпінь, Бучу та Гостомель, щоб оточити та обложити українську столицю Київ із заходу. У зв'язку з інтенсивністю наступу на Київ Київська обласна державна адміністрація назвала Бучу, а також Ірпінь, Гостомель, трасу М06 та Вишгород найнебезпечнішими місцями Київської області. 10 хвилин відділяли російські війська від Києва. Українські військові, тероборона і волонтери зупинили їх в Ірпені. Бої йшли за кожен будинок, росіяни руйнували інфраструктуру та вбивали беззбройних людей.

## Перебіг подій
На початку вторгнення на північ від Ірпеня в місті Гостомель російські війська захопили аеропорт Гостомель і закріпилися в місті. Хоча українські військові заперечували російську окупацію в Гостомелі, російські війська почали просуватися на південь, щоб захопити Ірпінь та сусіднє місто Буча з метою оточити Київ.
25 лютого 2022 року українські війська знищили російську колону, що прямувала до Ірпеня. 26 лютого 2022 року житель Ірпеня записав відео, на якому стверджується, що російські десантники переодягаються під цивільних.

### 27 лютого 2022 року
27 лютого українські війська повідомили, що російські сухопутні війська просунулися в Бучу, а потім прорвалися з Бучі в бік Ірпеня, тим самим розпочавши бій за Ірпінь. Усередині міста зав'язався танковий бій, а українська піхота вела бойові дії з російськими ВДВ. Міський голова Ірпеня Олександр Маркушин повідомив, що російські війська намагалися прорватися через місто, але отримали відсіч українськими Сухопутними військами та військами територіальної оборони, танкове підкріплення з Бучі. На ТРЦ «Жираф», розташованому між Бучею та Ірпенем, точилися жорстокі бої. На відео, опублікованих українськими військовими, видно знищений БТР і щонайменше шістьох загиблих російських солдатів.
Українські війська використовували ракетні та артилерійські обстріли та авіаудари, щоб зупинити просування російських військ. Українські війська також зруйнували міст, що з'єднує Бучу та Ірпінь, щоб не допустити входу в Ірпінь більшої кількості російських сухопутних військ.
У якийсь момент протягом доби українська влада попередила жителів Бучі, щоб вони не сідали в автобуси, які «евакуювали» з міста, оскільки вони не ініціювали жодної евакуації. Українська влада стверджувала, що це була хитрість, використана російськими збройними силами, щоб прослідкувати за повністю завантаженими автобусами, щоб проникнути в Київ, використовуючи мирних жителів як живий щит. Про це попередження того ж дня повідомили і в Ірпені.

### 28 лютого 2022 року
28 лютого 2022 року Олексій Арестович повідомив, що українські війська вранці атакували російські війська на Варшавській трасі і що до 14:00 було знищено або пошкоджено понад 200 одиниць різної техніки.

### 2 березня 2022 року
2 березня 2022 року два російські Су-25 завдали авіаудару в Ірпені. Дві ракети влучили в житловий будинок, загинула дитина та поранена жінка. У свою чергу один із Су-25 був збитий. Під час ретельного огляду було виявлено бортовий номер RF-91961, який пізніше ідентифікував літак як Су-25СМ, що належав 18-му гвардійському десантно-штурмовому авіаційному полку Росії. Доля пілота невідома.
Українські Сухопутні війська повідомили, що російські війська почали втрачати ініціативу в наступі, зазнаючи значних втрат та зупиняючись на «несприятливих рубежах».

### 3 березня 2022 року
3 березня 2022 року Київська обласна державна адміністрація повідомила, що гуманітарна допомога прямує в напрямку Бучі та Ірпеня, а також починається евакуація в обох містах. 206-й батальйон територіальної оборони евакуював понад 400 жінок і дітей з міста. Повідомляється, що понад 1500 жінок і дітей були евакуйовані потягом і ще 250 були евакуйовані автобусами. Однак ця евакуація була ускладнена через руйнування залізничних колій на деяких маршрутах та триваючих сутичок між українськими та російськими силами.
Головнокомандувач Збройних сил України Валерій Залужний повідомив, що над Ірпенем було збито російський Су-30.

### 5–8 березня 2022 року
5 березня 2022 року Сухопутні війська України почали пішу евакуацію мирного населення з Ірпеня до Києва. Ускладнює зусилля обвалений міст, який бомбили військові літаки. Колона російської техніки, яка з Ірпеня йшла на Стоянку для прориву на Гореничі, розбита ЗСУ з повітря.
6 березня 2022 року повідомлялося, що російські війська все ще контролюють частину Ірпеня. Під час евакуації щонайменше вісім мирних жителів, двоє з яких були діти, загинули внаслідок обстрілу перехрестя на евакуаційній дорозі, обстріляного російськими мінометними підрозділами, що, за даними Human Rights Watch, є порушенням законодавства війни. Того ж дня під час російських обстрілів в Ірпіні загинув український актор Павло Лі, який став військовим.
8 березня міський голова Ірпіня Олександр Маркушин повідомив, що отримав погрози з вимогою здати місто російським військам, які він відкинув, мовляв, «Ірпінь не купиш, Ірпінь воює».

### 13 березня
Російські військові обстріляли автомобіль з іноземними журналістами, що висвітлювали події в місті. Внаслідок цього один з них, Брент Рено, загинув від кульового поранення.

### 22 березня
Ірпінь контролюється Збройними силами України на 70 %.

### 23 березня
В Ірпені поліція відновила роботу та почала проводити зачистку території від диверсантів, але головна їхня мета зараз — допомога та евакуація цивільного населення, яке досі перебуває в Ірпені.

### 26 березня
Бійці 72-гої окремої механізованої бригади імені Чорних Запорожців та 80-тої окремої десантно-штурмової бригади знищили окупантів, які прагнули прорватися до Києва. Завдяки цьому українські військові затиснули загарбників у котел у напрямку Ірпеня та довколишніх міст, продовжуючи відтісняти ворога від української столиці.

### 28 березня
Мер Ірпеня Олександр Маркушин заявив про повне звільнення міста від російських окупантів.
Після звільнення міста було вирішено побудувати тимчасовий міст поруч із зруйнованим мостом у Романівці, який має поєднати Ірпінь з Києвом.

## Втрати
25 лютого 2022 поблизу міста загинули Солдат 72 ОМБр Омельченко Данило, лейтенант НАСВ імені гетьмана Петра Сагайдачного Квасний Захар Андрійович, молодший сержант Шиманський Роман Володимирович та Солдат 4-та рота полку «Київ» Цвіла Ірина Володимирівна.
Під час «Битви за Ірпінь» в лютому-березні 2022 року загинули захисники Ірпеня з Ірпінської територіальної оборони: Алєксєєв Юрій Львович, Анацький Костянтин Андрійович, Близнюк Сергій Юрійович, Бойченко Михайло Сергійович, Вигінний Євгеній Володимирович, Владимиров Володимир Вікторович, Гусєв Віталій Олександрович, Дворніков Андрій Андрійович, Дідківський Ігор Миколайович, Дмитренко Сергій Володимирович, Іващик Олександр Сергійович, Казімір Олексій Костянтинович, Калінін Юрій Володимирович, Коваль Віктор Олександрович, Козлов Василь Борисович, Колєсніков Анатолій Дмитрович, Коломієць Олександр Іванович, Костюченко Андрій Миколайович, Кривенко Віталій Віталійович, Кроткіх Ігор Львович, Кульков Сергій Олександрович, Литкін Олександр Вікторович, Любимов Артем Валерійович, Люков Руслан Юрійович, Малюк Сергій Павлович, Можейко Олександр Анатолійович, Нощенко Сергій Іванович, П'ятниця Юрій Сергійович, Пасічник Євген Володимирович, Пасько Дмитро Вікторович, Пономаренко Володимир Михайлович, Сєропов Федір Асатурович, Сидорчук Сергій Валерійович, Смірнов Сергій Олексійович, Сухих Ігор Володимирович, Українець Дмитро Анатолійович, Шевчук Олег Вікторович.

## Галерея

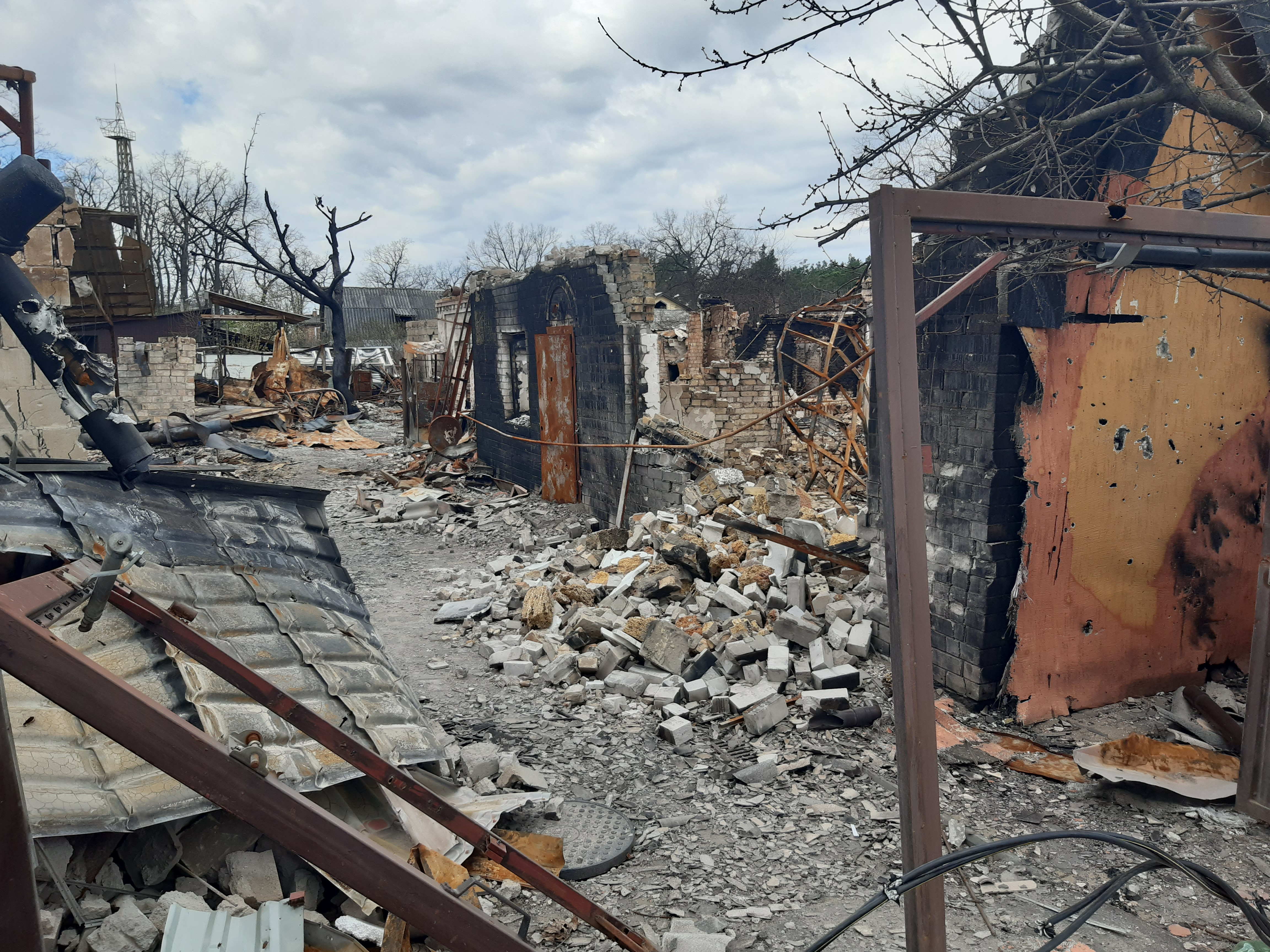
Руїни на Степанівській вулиці
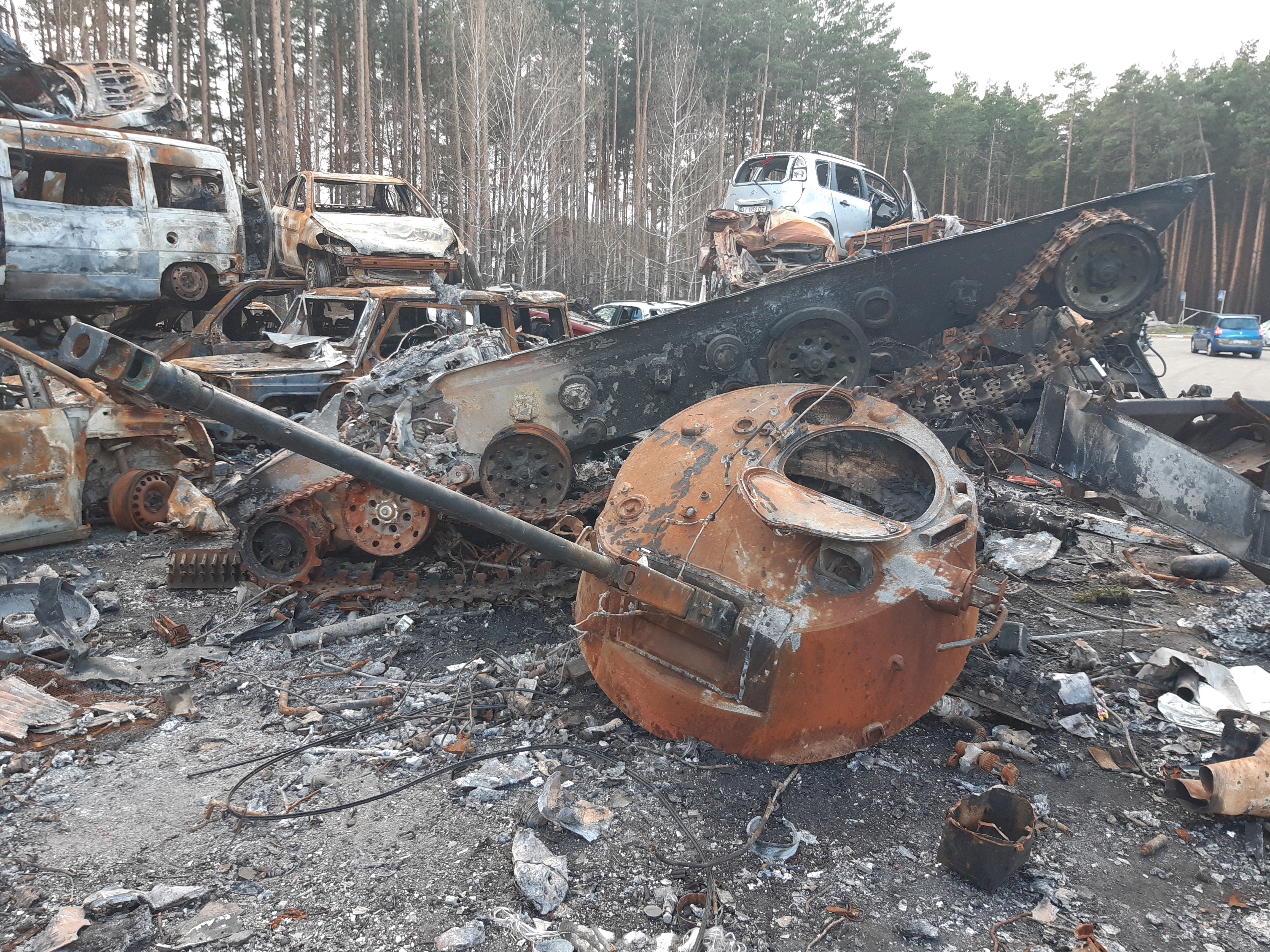
Цвинтар знищеного під час боїв військового і цивільного транспорту
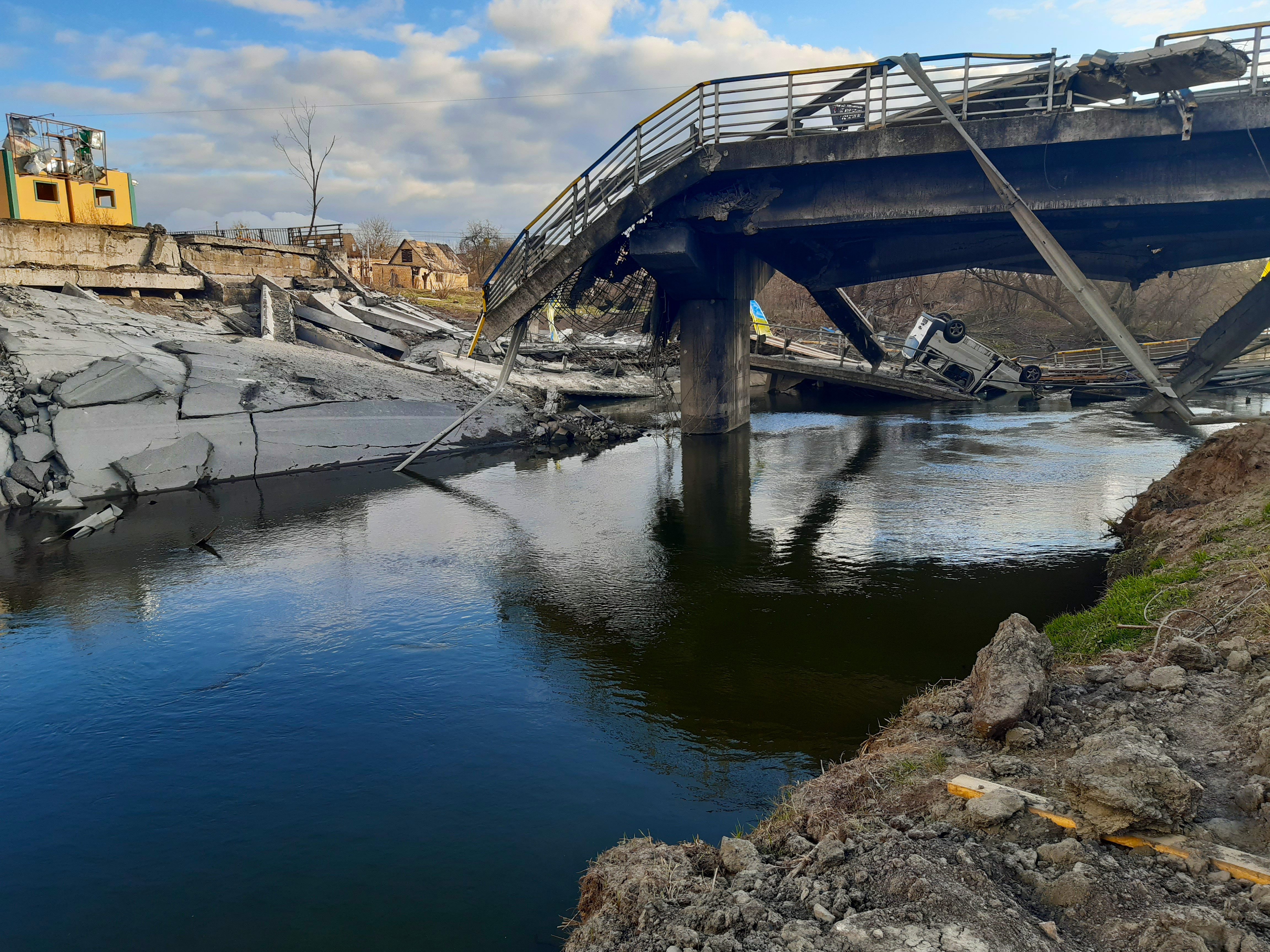
Зруйнований міст у Романівці — «Дорога життя»
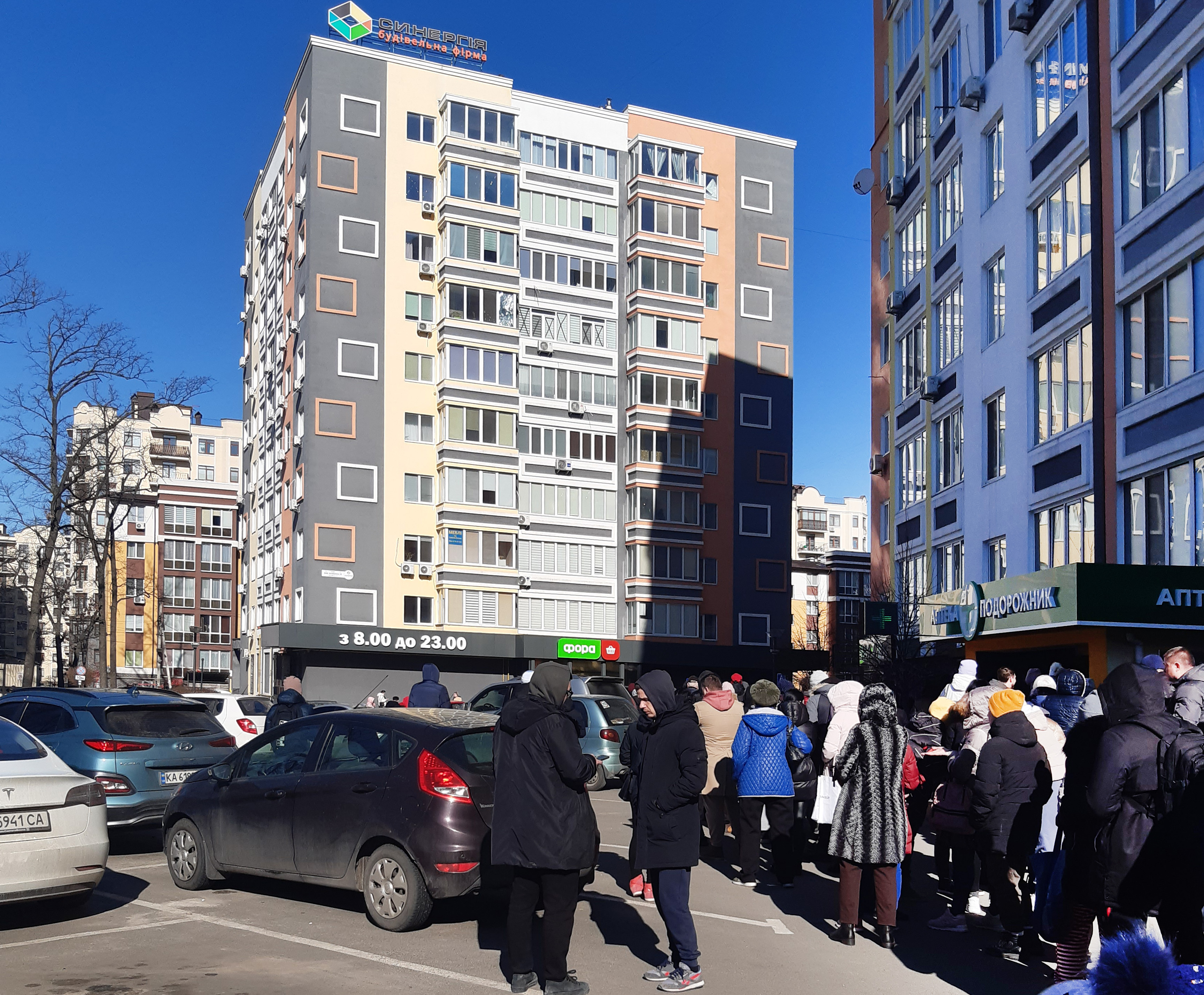
Черга у продуктовий магазин, 28 лютого
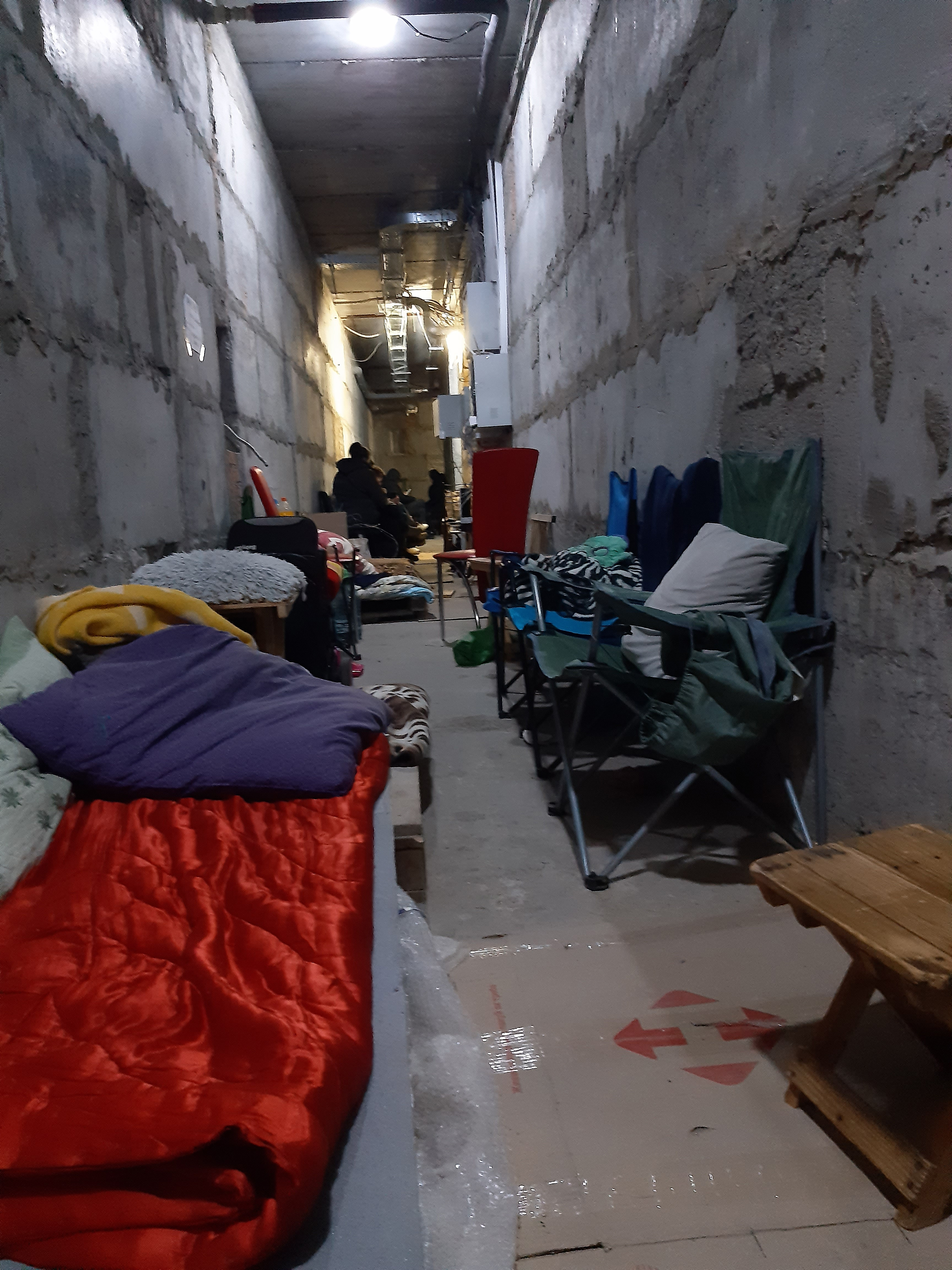
Укриття в Ірпені, 3 березня
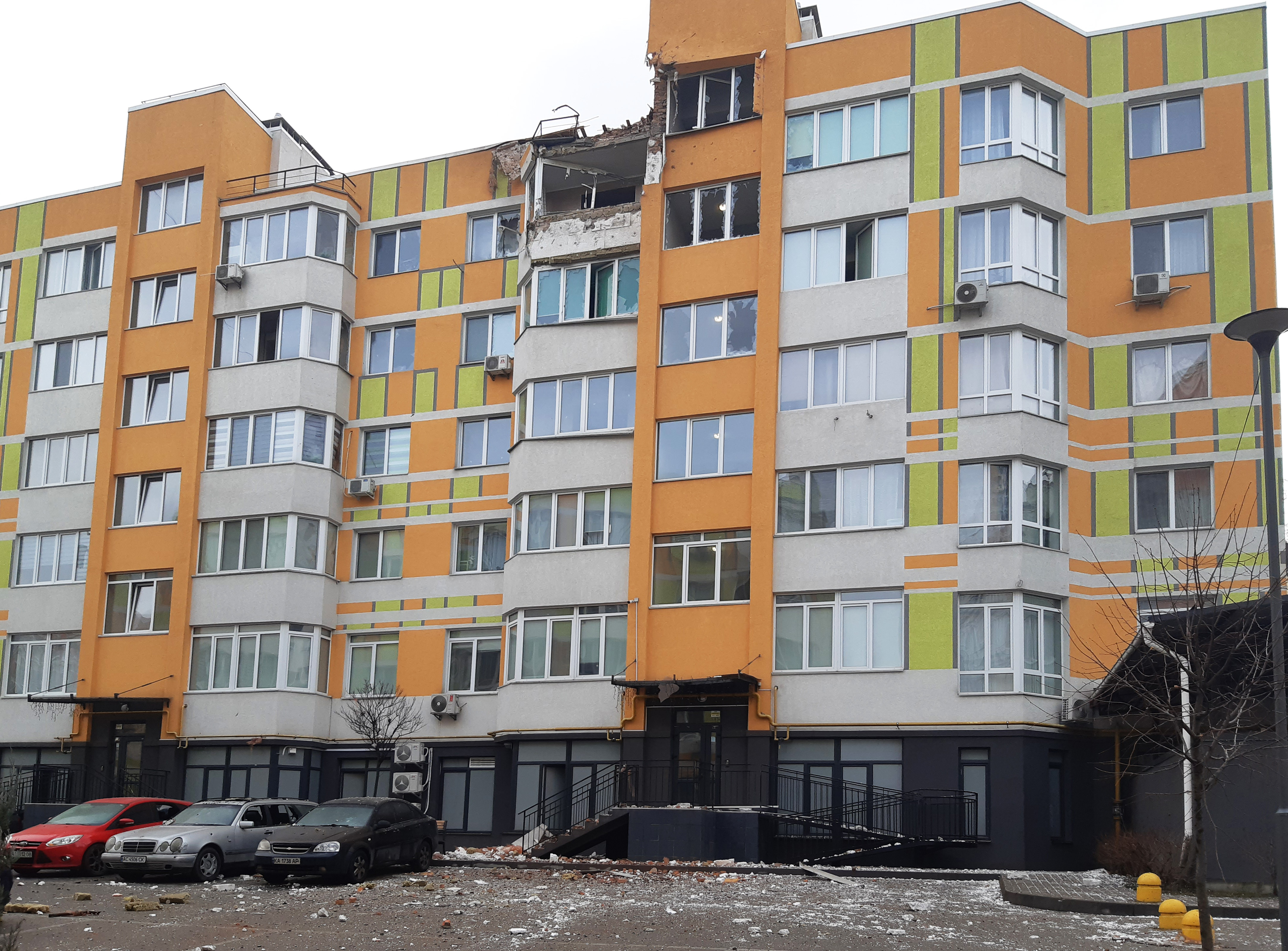
ЖК «Позитив» після атаки на Ірпінь, 3 березня
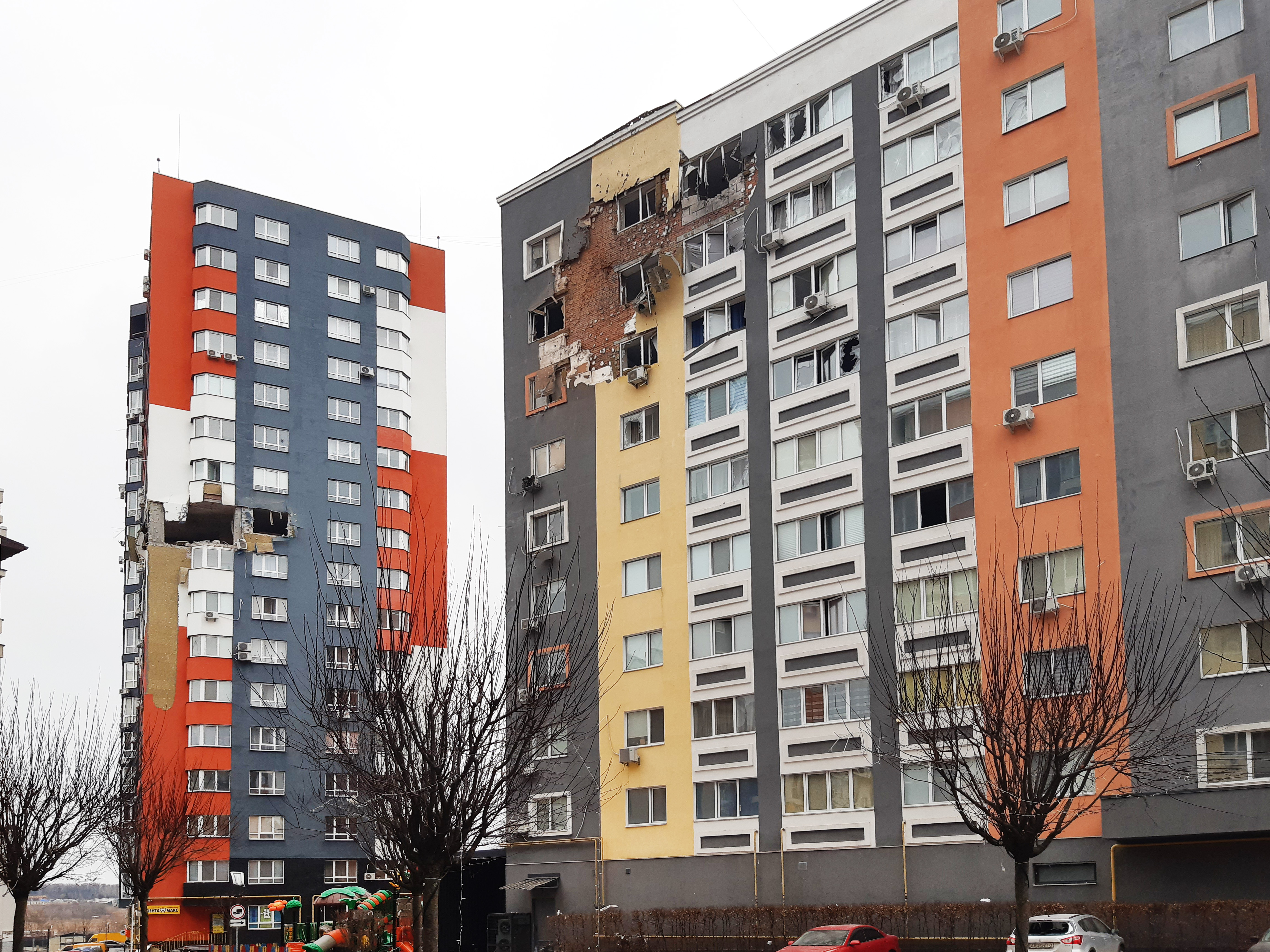
ЖК «Синергія-2» і «Синергія-2+» після обстрілу 5 березня
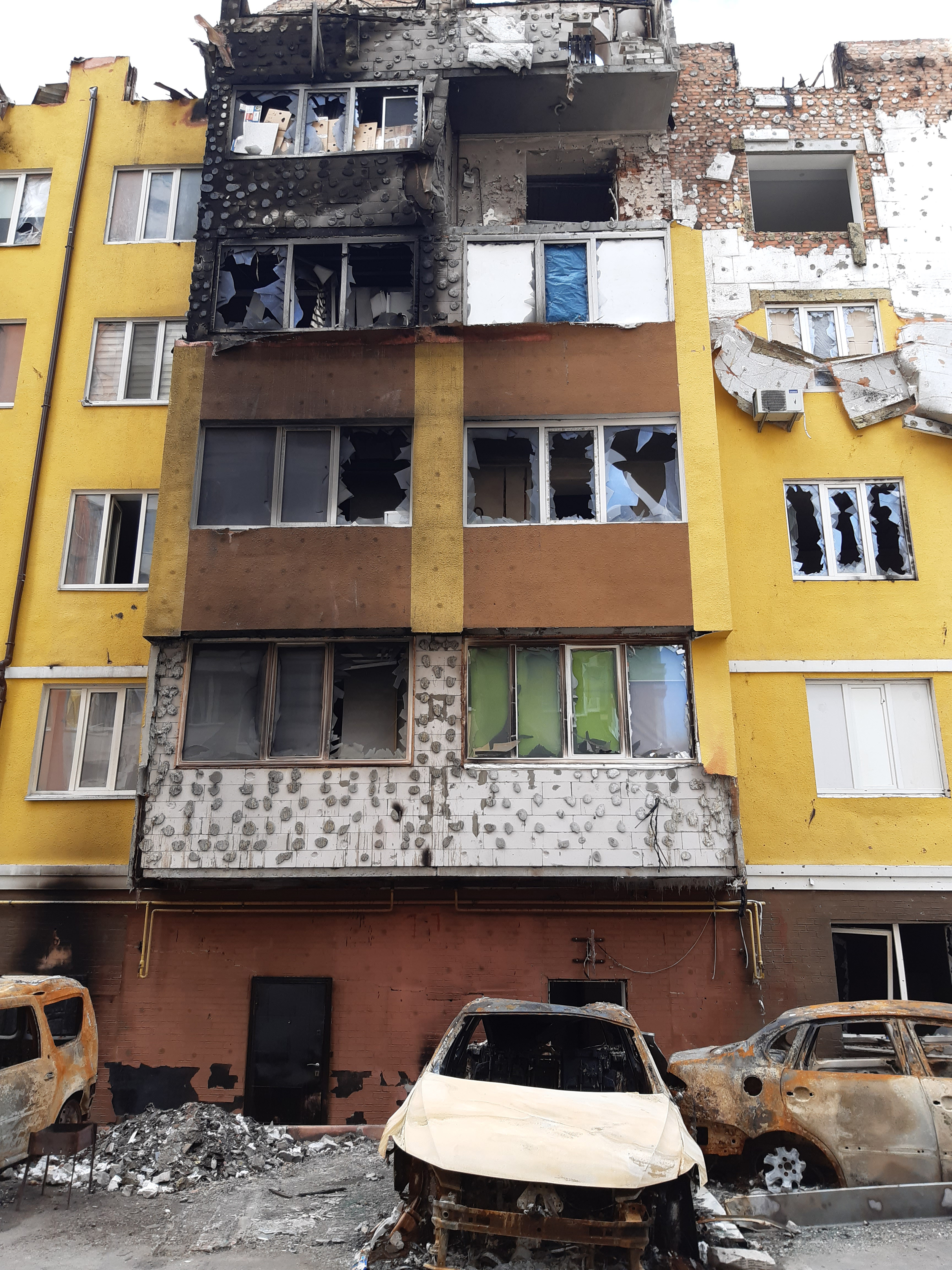
ЖК «Академквартал»
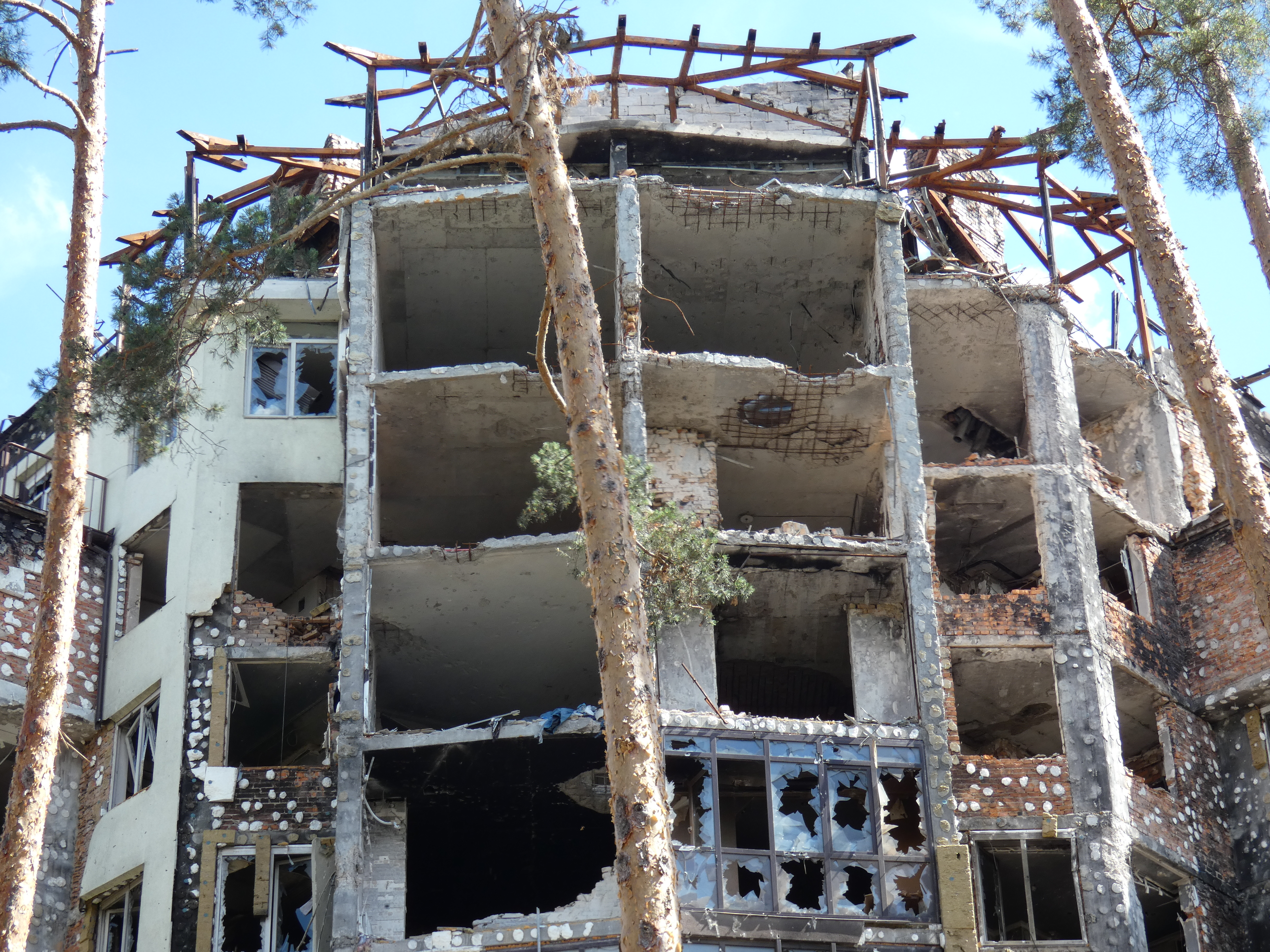
ЖК «Ірпінські Липки»
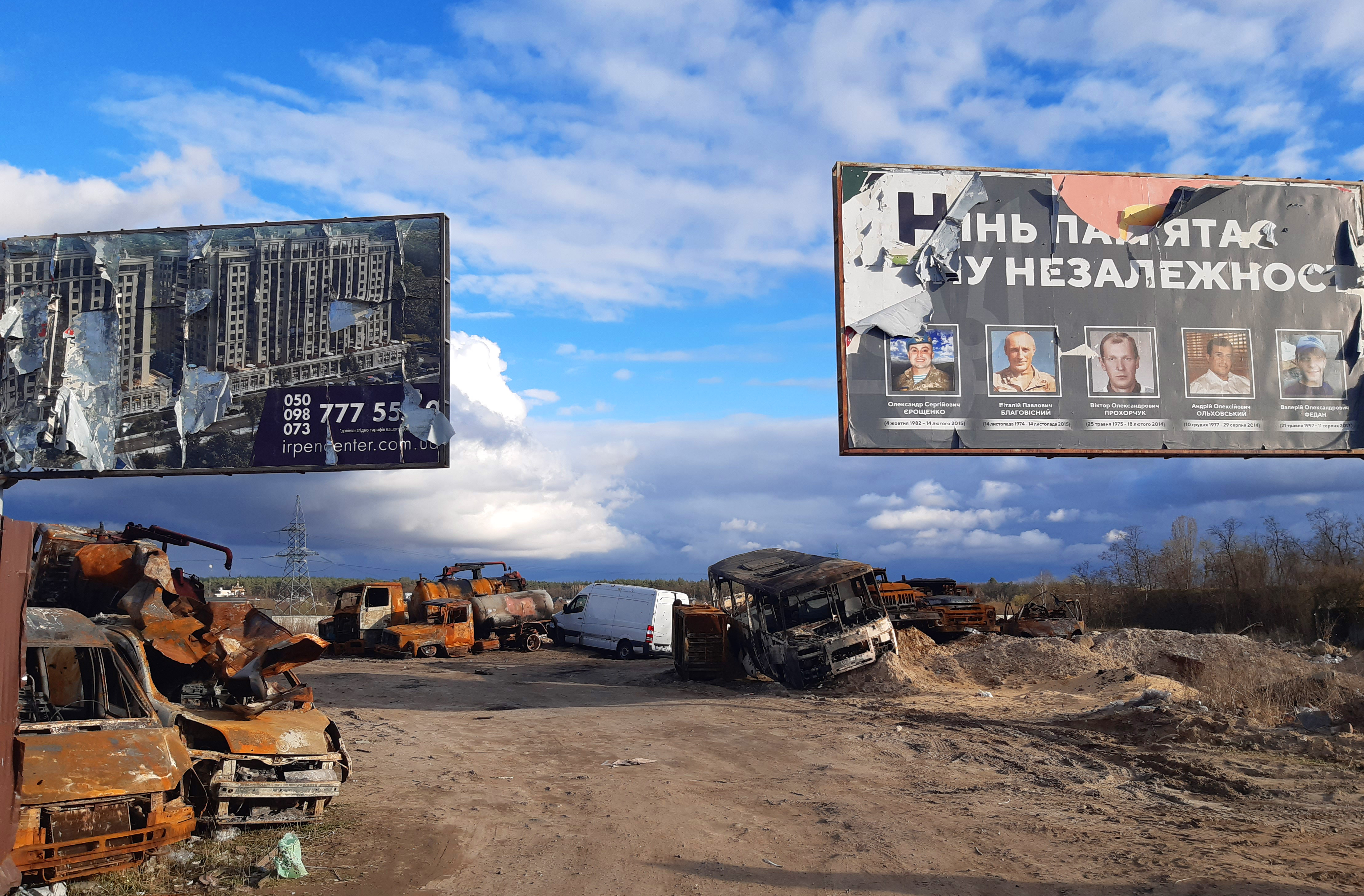
Територія Ірпінського водоканалу.
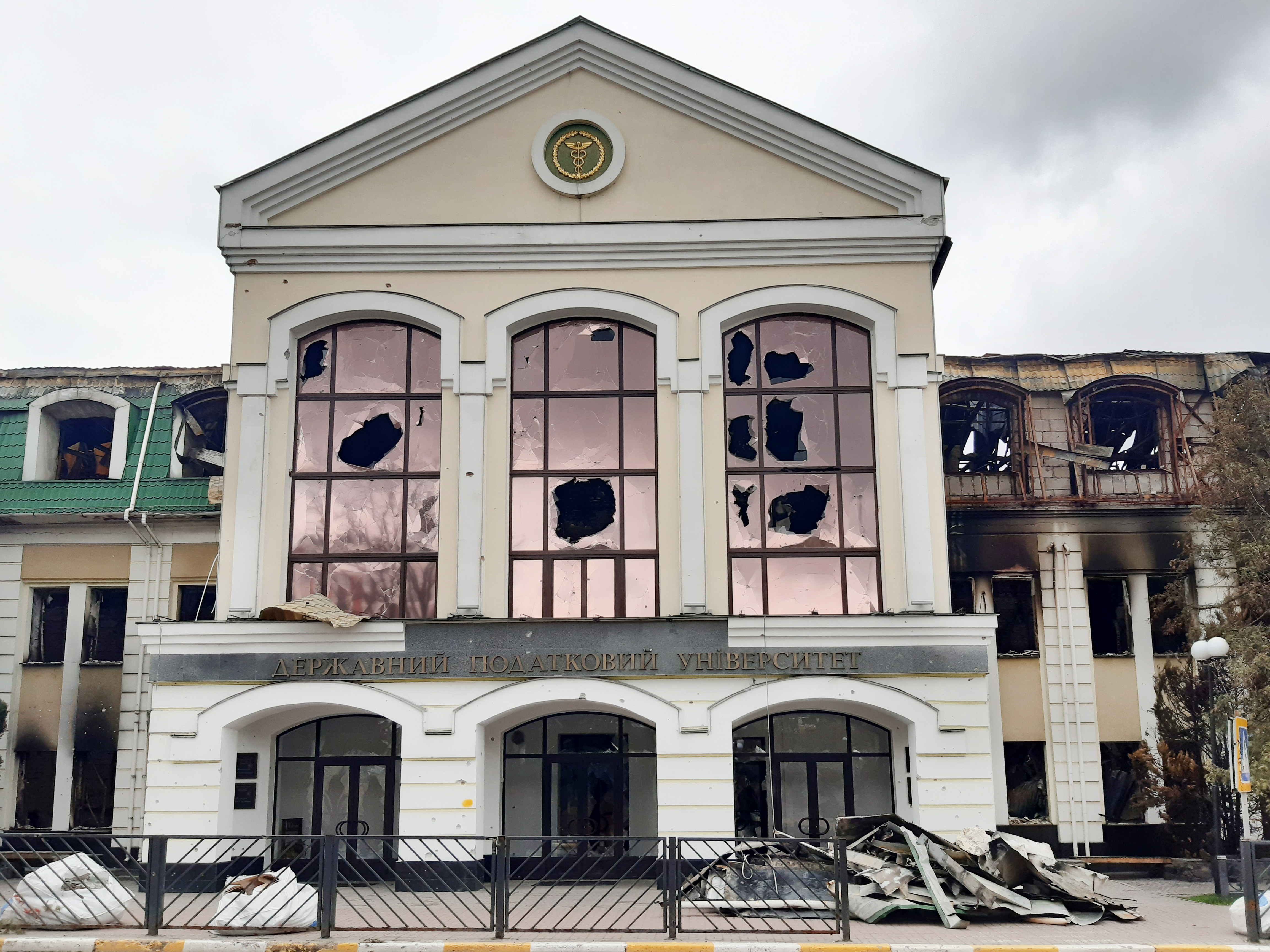
Обстріляна будівля Державного податкового університету
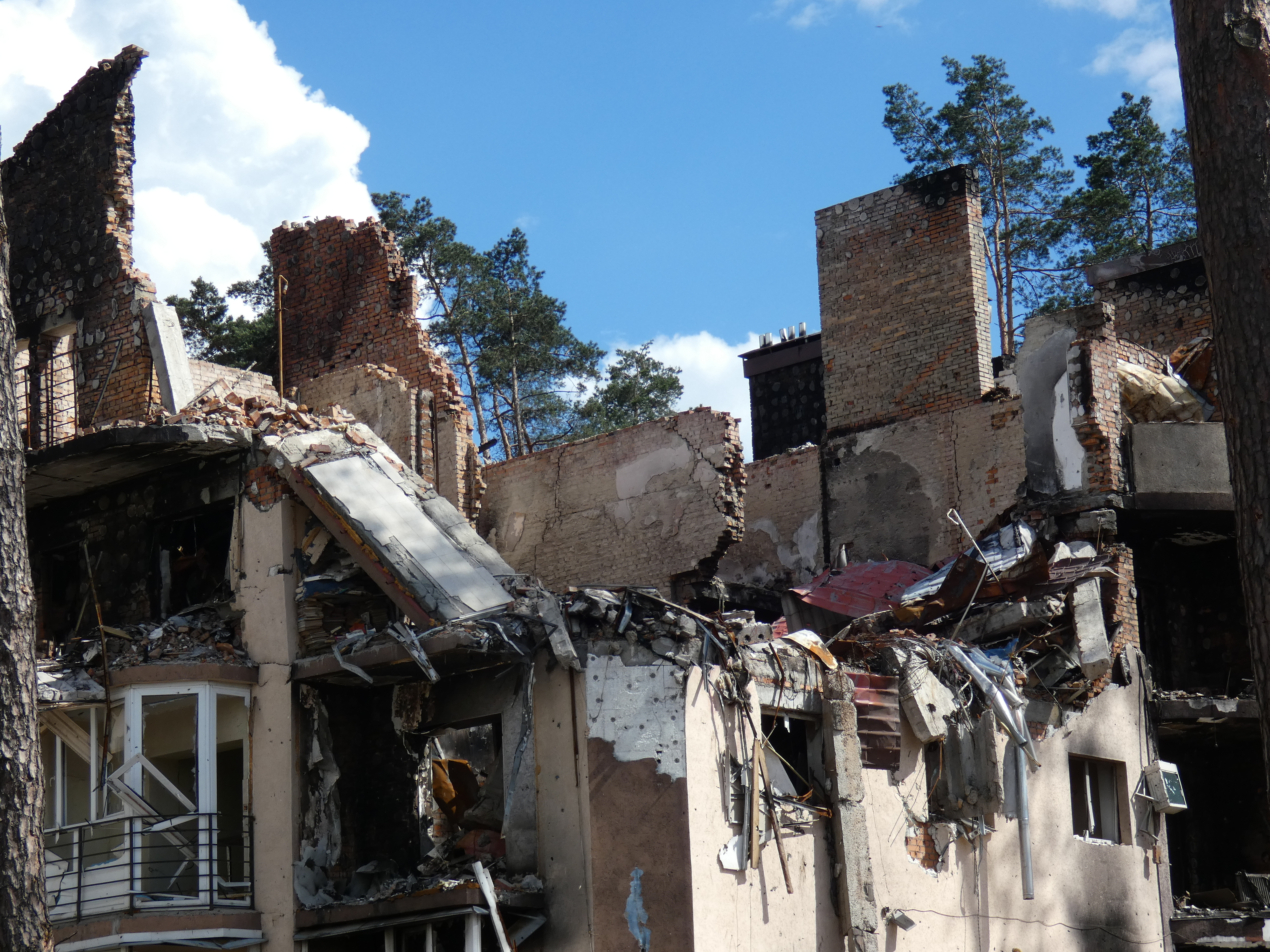
Гостомельське шосе, 12
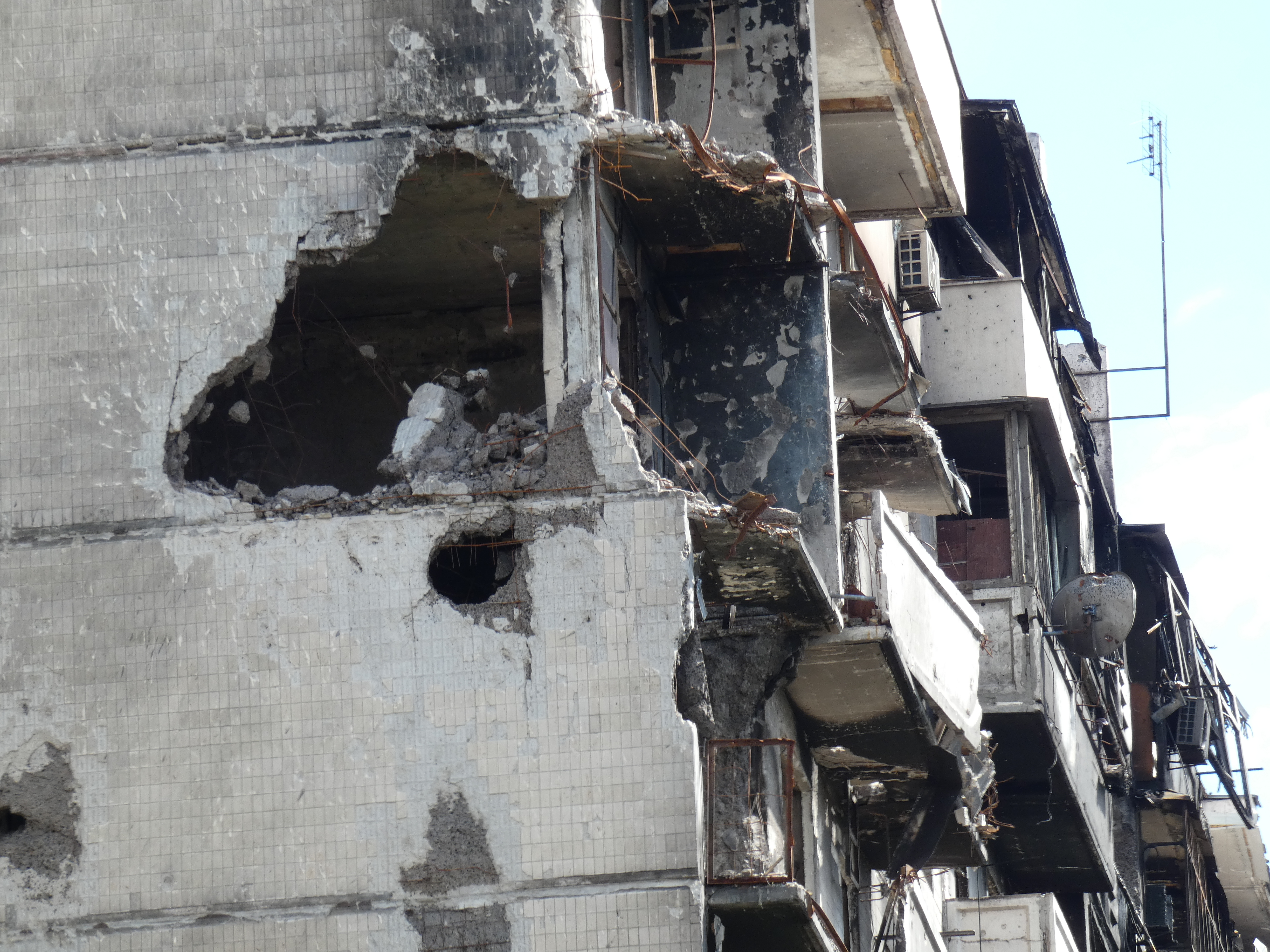
Северинівська, 158
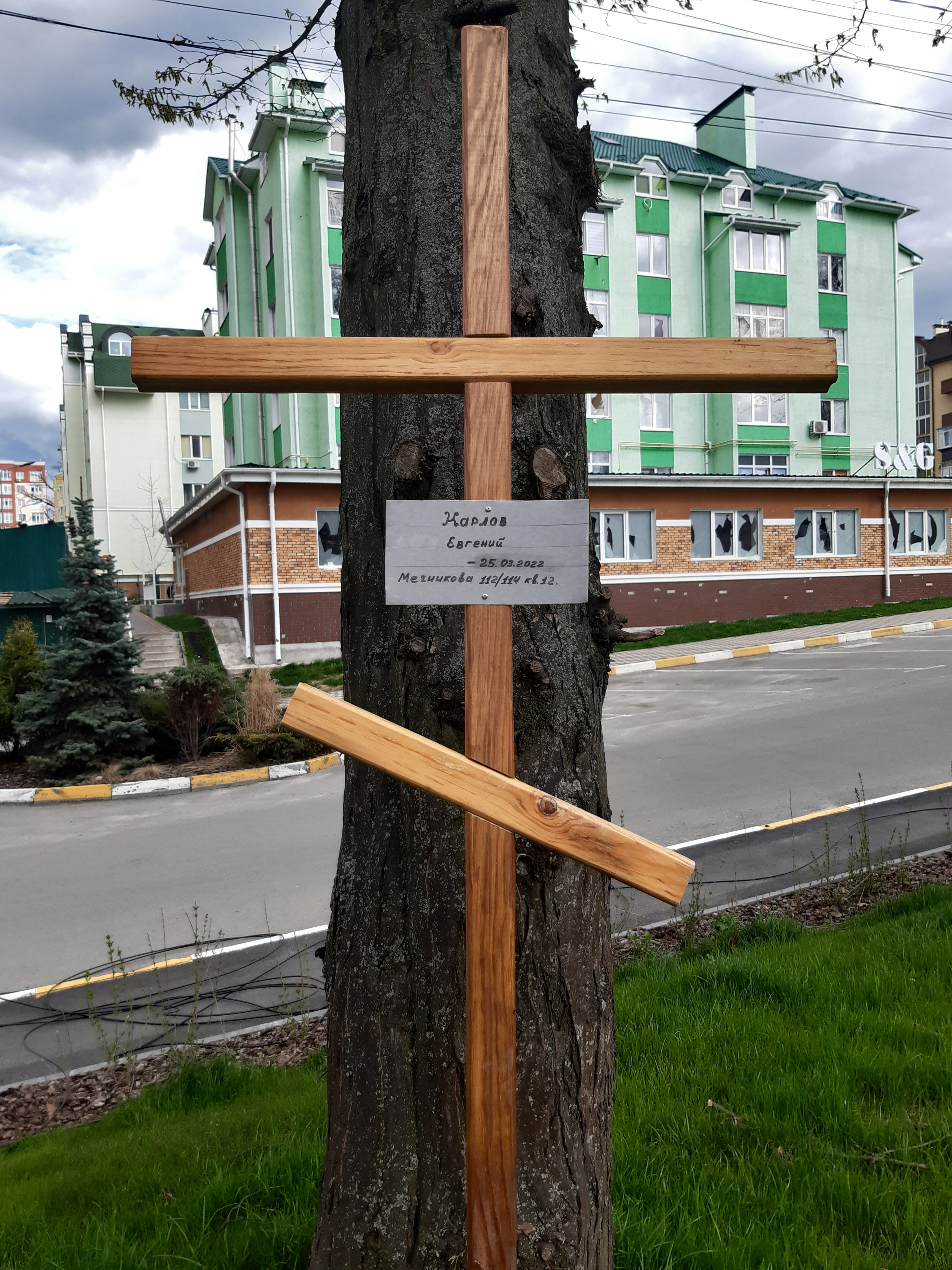
Хрест на могилі убитого російськими окупантами мирного мешканця
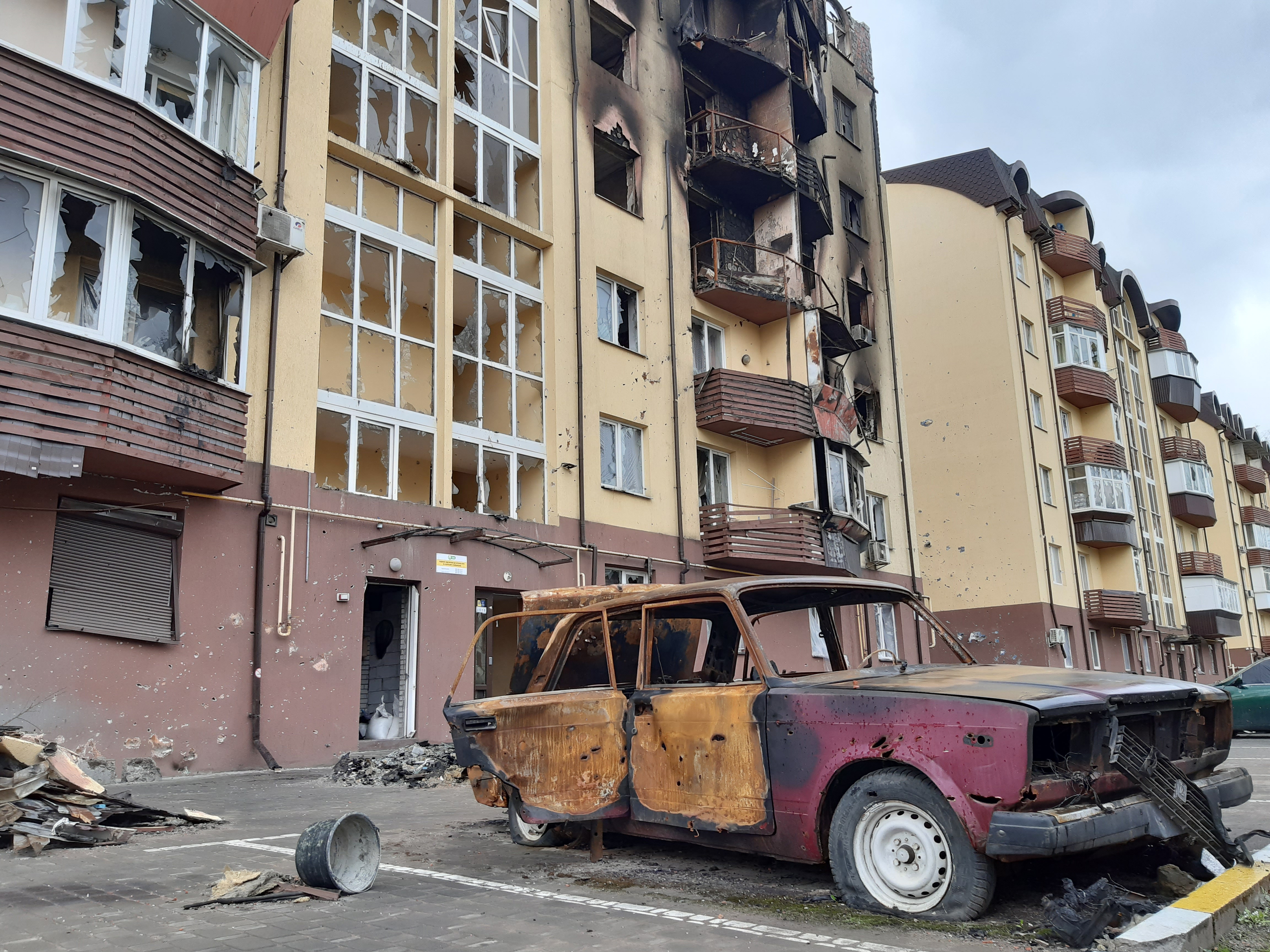
ЖК «Новооскольський»
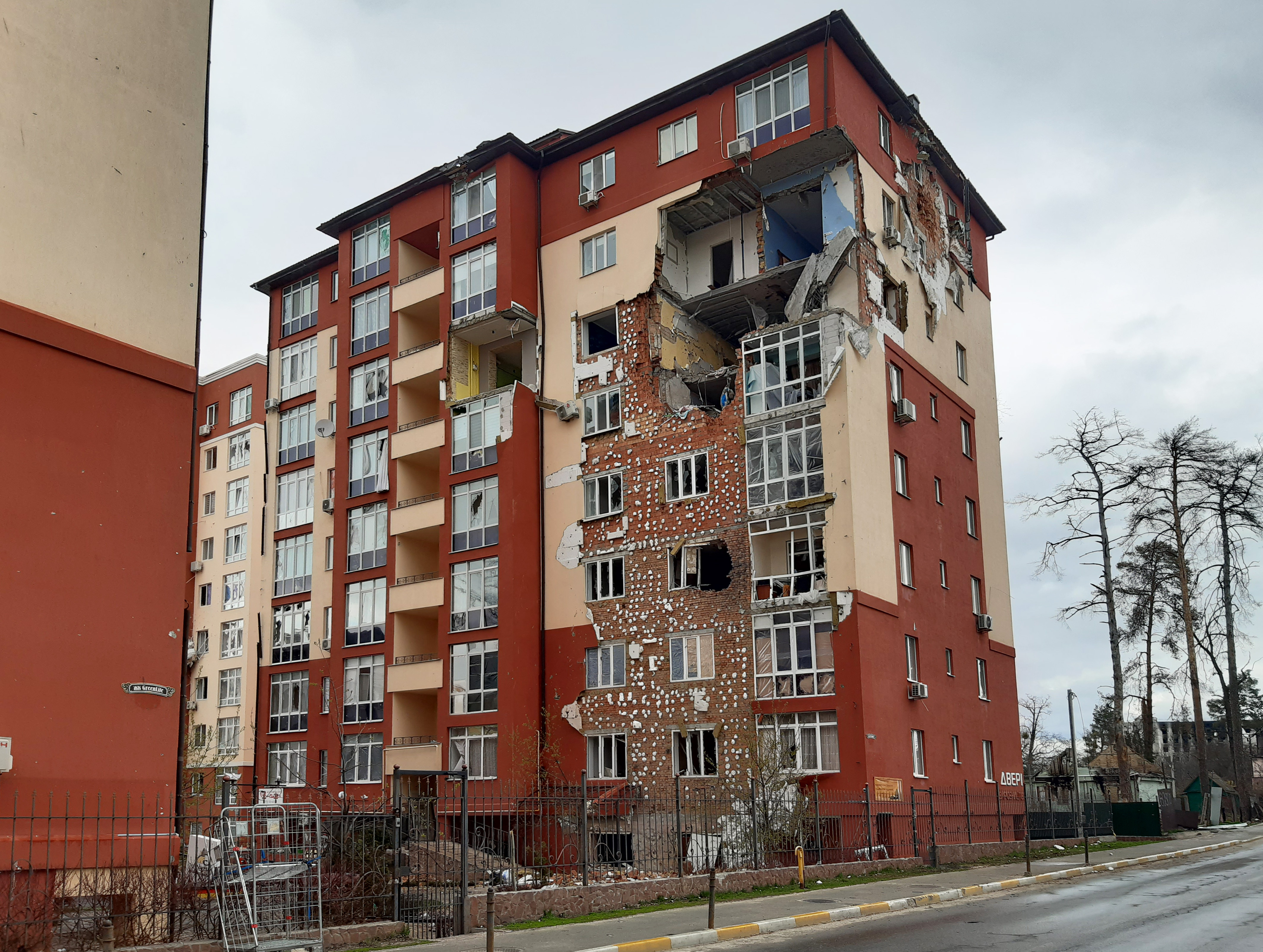
ЖК «Green Life»
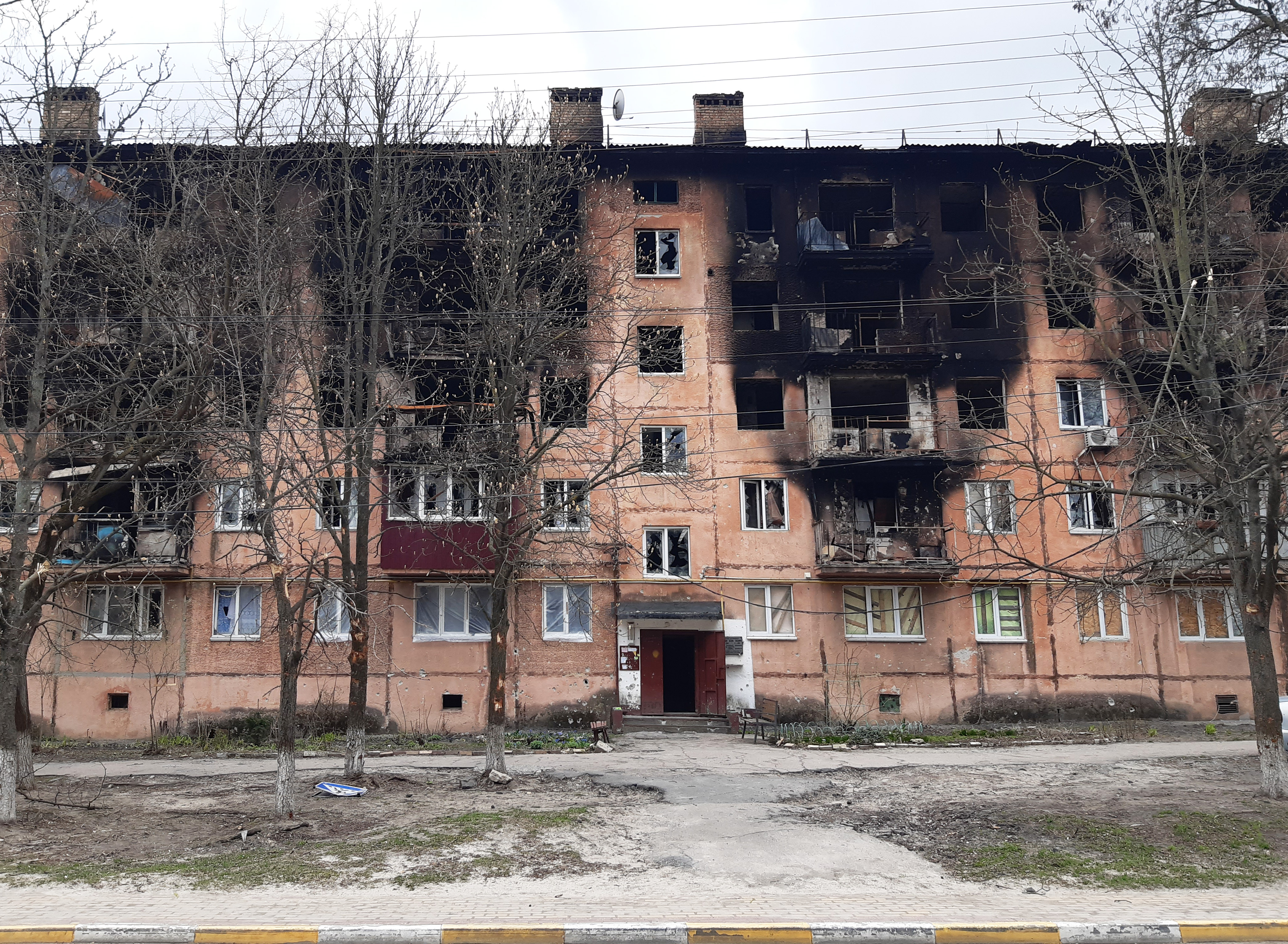
Машторф
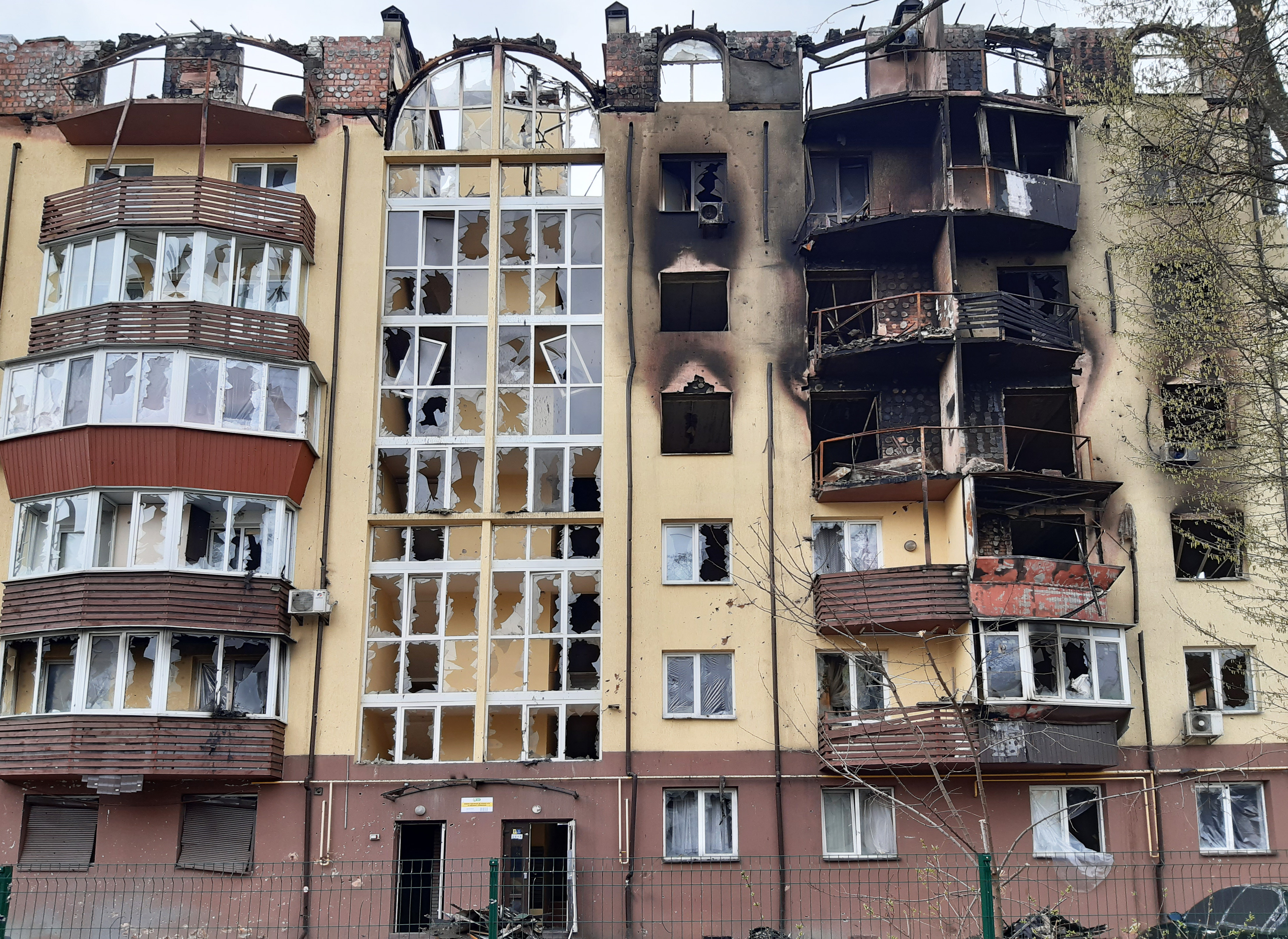

## Вшанування пам'яті
- У місті Мукачево від квітня 2022 є вулиця Героїв Ірпеня[47]
- У листопаді 2022 презентували книжку Сергія Мартинюка «13 віршів або битва за Ірпінь змінила світ»[48]
- У січні 2023 презентовано книгу Петра Щербини «Битва за Ірпінь»[49]
- До першої річниці визволення Ірпеня презентовано фільм Петра Щербини «Форпост Ірпінь»[50][51].
- У травні 2025 вийшла друком книга Сергія Мартинюка «Позивний „письменник“, або Як Ірпінці русню відірпінили» (Одеса, «Астропринт», 2025, 304 стор.)[52][53].